# Anna Weber-van Bosse
Anna Antoinette Weber-van Bosse (Amsterdam, 27 març 1852 – Eerbeek, 29 octubre 1942) va ser una botànica neerlandesa especialitzada en l'estudi d'algues marines.

## Biografia
Nascuda a Amsterdam (Països Baixos) el 27 de març de 1852, va ser la segona de les dues filles –a més de tres fills— que van tenir Jacob von Bosse i la seva esposa Jaqueline Jeanne (de soltera Reynvaan). La mare va morir quan Anna no tenia encara quatre anys, i la seva germana, deu anys més gran, va tenir cura d'ella. Va tenir una institutriu suïssa que la duia sovint al zoo d'Amsterdam i aquestes visites van despertar en Anna l'interès per la botànica i la zoologia.
El 1871 va casar-se amb el pintor Wilhem Ferdinand Willink van Collen, que aviat va emmalaltir i va morir el 1877. En quedar vídua, ella va tornar a casa del seu pare. Seguia tenint interès per la natura i el 1880 va matricular-se com a oient a la Universitat d'Amsterdam. No tenia estudis previs que li permetessin accedir als estudis universitaris oficials, però hi havia universitats que permetien la inscripció d'estudiants no oficials, que no tenien dret a examinar-se. Va ser alumna d'Hugo de Vries, expert en fisiologia vegetal, i del botànic Corneille Antoine Jean Abram (C.A.J.A). Oudemans. Ella i altres dues dones estudiants feien les pràctiques en un laboratori separat del dels estudiants homes, però podien anar junts a les classes, tot i que, per entrar a l'aula havien d'esperar que ja hi hagués entrat el professor. Després de tres anys d'estudiar botànica va especialitzar-se en algologia i va començar a recollir algues en ambients naturals, en corrents d'aigua prop de Doorn i algues marines en el port de Den Helder, en el mar del Nord.

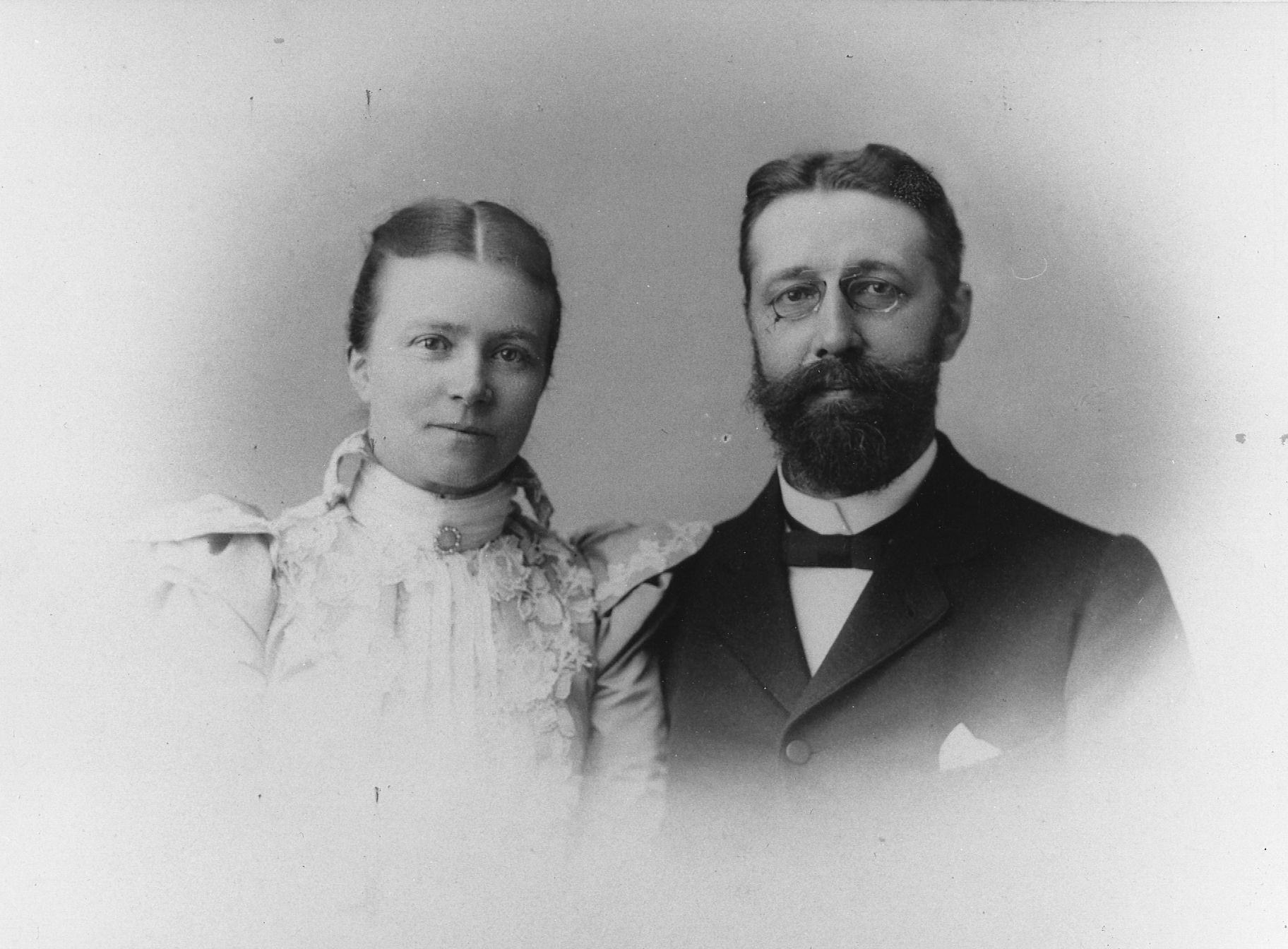
Anna i Max Weber, aproximadament 1890

A la universitat va conèixer el jove professor Max Carl Wilhelm Weber, metge i zoòleg alemany que havia obtingut recentment la nacionalitat neerlandesa (la seva mare havia nascut als Països Baixos) i es van casar el 1883. Weber va ser professor extraordinarius de zoologia a la Universitat d'Amsterdam el curs 1883-1884 i després professor ordinarius de zoologia i director del museu zoològic. Els anys següents van passar tres estius a Tromso, al nord de Noruega, on ell es dedicava principalment a l'estudi de les balenes i ella estudiava les algues calcàries, un grup en el qual era ja una experta. El 1889 van iniciar el seu primer viatge a les illes que aleshores es coneixien com a Índies Orientals neerlandeses (avui dia Indonèsia) i durant un any van visitar Java, Celebes (avui dia Sulawesi) i Flores, per estudiar-hi principalment les aigües dolces, però Anna també va recollir algues marines.
Willem Frederik Reinier Suringar, director de l'Herbari Nacional de Leiden, contemporani d'Anna, era conegut, com ella, pels seus estudis d'algues, especialment del Japó. Quan Suringar va morir sobtadament, la seva vídua va decidir vendre la col·lecció d'algues que el seu marit havia reunit en un herbari a l'única persona que als Països Baixos estudiava aquest grup d'organismes, que era Anna Weber-van Bosse. Era una gran i valuosa col·lecció que, a més de les algues recollides per Suringar incloïa també un herbari famós del famacùtic i botànic alemany Friedrich Traugott Kützing. En el contracte de venda s'especificava que, si Anna mai decidís compartir-la, ho hauria de fer en primer lloc amb l'Herbari Nacional, amb la condició que s'anomenés un curador per ocupar-se’n. Anna havia adquirit ja una altra gran col·lecció d'algues, la del ficòleg austríac Ferdinand Hauck.
Tot i que Anna Weber-van Bosse no tenia cap títol oficial ni ocupava algun càrrec en cap institució científica, molts ficòlegs contemporanis d'ella coneixien el seu treball i en alguns casos li demanaven en préstec material de les seves col·leccions per estudiar-los. Un dels seus corresponsals va ser Mikael Heggelund Foslie (1855-1909), curador del Museu de la Reial Societat Noruega de Ciències i Lletres de Trondheim i reconegut ficòleg, que va visitar els Weber en dues ocasions.
Entre 1894 i 1895 van passar vuit mesos a Sud-àfrica on ell va anar a estudiar la fauna d'aigua dolça i la distribució biogeogràfica. En tots aquests viatges, ella recollia algues de les aigües marines. A Sud-àfrica, ho va fer al llarg de la costa de l'oceà Índic.

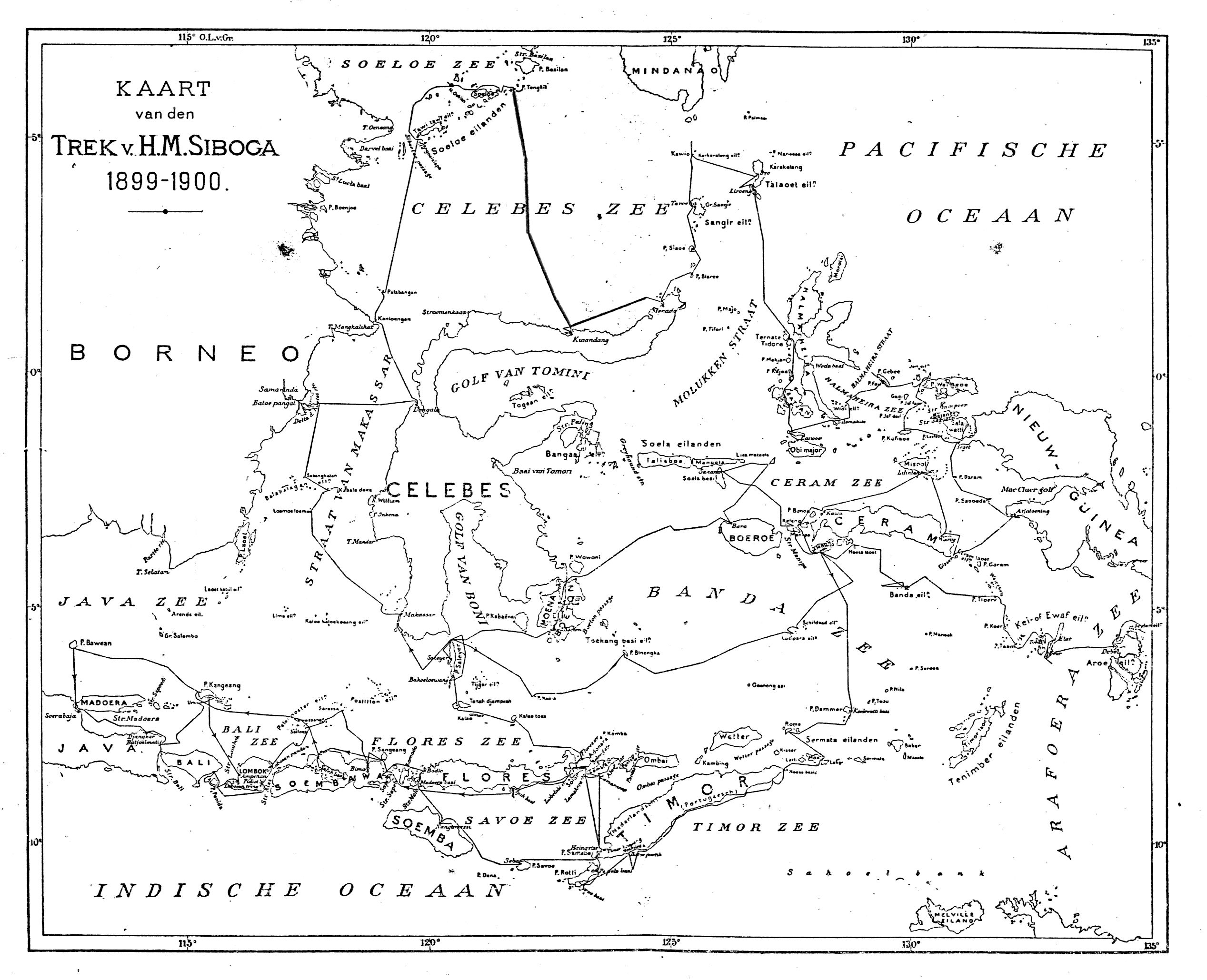
Ruta de l'expedició del Siboga

També va acompanyar el seu marit a les Índies Orientals en l'anomenada expedició del Siboga, que ell va dirigir. I que tenia com a principal objectiu l'estudi de la fauna d'aigua dolça de l'arxipèlag Indo-australià. L'expedició va sortir de Surabaya, ciutat situada a la costa nord de l'illa de Java el 7 de març de 1899 i va retornar al mateix port el 26 de febrer de 1900. Estava formada per seixanta-tres persones i Anna n'era l'única dona.
En acabar l'expedició, la feina més pesada era encara per fer; calia estudiar tot el material, elaborar les dades hidrogràfiques i publicar-ne els resultats. Per fer-ho més tranquil·lament la parella va decidir anar a viure a la casa que tenien a Eerbeek, un poble de la província de Gelderland, a l'est dels Països Baixos, on van instal·lar-hi un laboratori. Ell va continuar sent professor extraordinarius a la Universitat d'Amsterdam, però només hi havia d'anar a fer dues hores de classe cada dues setmanes. Anna, amb la col·laboració de Foslie, va estudiar les algues recol·lectades durant l'expedició i el 1904 van publicar un llibre amb els resultats. Foslie va visitar la parella el 1901 i va poder treballar en el laboratori, però la major part del treball van fer-la ell a Trondheim i ella a Eerbeek, cosa que va fer que la correspondència fos intensa. Però el correu entre les dues localitats era ràpid. El 8 de febrer de 1903 Foslie va enviar-li una postal demanant-li un determinat material i el 15 de febrer ja l'havia rebut.
El 1937 ja s'havia publicat el 95% dels resultats científics de l'expedició del Siboga, però a finals del segle XX encara quedaven per estudiar alguns grups. En un dels treballs que Weber va publicar sobre els estudis derivats de l'expedició, va escriure sobre la seva esposa «…que ha estat sempre una companya de viatge alegre i disposada a ajudar, a l'extrem Nord, a Sud-àfrica, a l'arxipèlag Indo-australià i també durant l'expedició Siboga.»
Anna Weber-van Bosse i Max Weber no van tenir fills i van treballar junt durant molts anys en laboratori de casa seva, on sovint rebien la visita d'amics, d'altres científics i de familiars. Quan els dies 26 i el 27 de març de 1942 va fer-se en aquella casa l'última reunió amb convidats, el seu marit ja no vivia —Max Weber va morir el 1937— i els Països Baixos estaven ocupats per les tropes nazis, però es van voler reunir per celebrar del norantè aniversari d'Anna.
Anna va morir de mort natural a Eerbeek el 29 d'octubre de 1942. Els Weber van llegar la seva finca d'Eerbeek a la fundació Het Gelders Landschap (El paisatge de Gelder), que tenia com a objectiu la protecció de la natura a la província de Gelderland, i la casa avui dia funciona com un centre d'educació d'adults. Quan el 1934 els greus problemes de visió que patia Anna no li permetien seguir treballant, va vendre totes les seves col·leccions d'algues, llibres i arxius al Rijksherbarium (Herbari Nacional) de Leiden, que avui dia és una branca de l'Herbari Nacional dels Països Baixos a la Universitat de Leiden, i una altra dona, Josephine T. Koster (1902-1986) va ser nomenada curadora de la col·lecció, que sembla que Anna va vendre per un preu simbòlic: un florí, que equivaldria a menys de mig euro.

## Reconeixements
El 1909. Anna Weber-von Bosse va ser nomenada Ridder (cavaller) de l'orde d'Orange-Nassau i el 1910, la Universitat d'Utrecht va concedir-li un doctorat honoris causa; va ser la primera dona a rebre un doctorat honoris causa als Països Baixos. Diversos gèneres i espècies la recorden en el seu nom, entre els quals, Weberella, Webervanbossea.

## Publicacions destacades
- Monographie des Caulerpes (Leiden 1898), sobre el gènere Caulerpa d'algues verdes de climes càlids.[4]
- Een jaar aan boord H.M. Siboga (Leiden, 1904), on descriu l'expedició del Siboga.[4]
- The Corallinaceae of the Siboga-Expedition (Brill, Leiden; 1904), conjuntament amb M. Foslie, amb 16 làmines i 34 figures en el text.[4]
- List des algues du Siboga. Tres volums publicats els anys 1913, 1921 i 1923 (Leiden, 1928, 533 pp).[4]